# Сад (фільм, 1990)
«Сад» (англ. The Garden) — кінофільм британського режисера-авангардиста Дерека Джармена, поставлений у 1990 році.

## Сюжет
Фільм оповідає про долю сексуальних меншин упродовж XX століття. Картина торкається теми протиріч між християнством і гомосексуальністю. Послідовність дивних біблійних мотивів — Мадонна з дитиною, що намагається втекти від папарацці, Ісус, обсвистаний натовпом, — усе це на тлі техногенних ландшафтів, розрухи і безживних пейзажів. У центрі сюжету історія двох закоханих один в одного молодих чоловіків, які піддаються арешту, приниженням, тортурам і врешті-решт гинуть.

## В ролях
| Актор            |   | Роль                   |
| ---------------- | - | ---------------------- |
| Тільда Суїнтон   | • | Мадонна                |
| Джонні Міллс     | • | Коханий                |
| Філіп Макдональд | • | Йосип                  |
| Піт Лі-Вілсон    | • | Диявол                 |
| Спенсер Лі       | • | Марія Магдалина / Адам |

## Факти
- Світова прем'єра фільму відбулася на Единбурзькому кінофестивалі і в цілому його було сприйнято добре[1].